# Герб Львова
Герб Льво́ва — офіційний символ міста Львів, найбільшого міста західної України та адміністративного центру Львівської області. Герб є промовистим.

## Опис
Офіційний опис герба та великого герба в Статуті Львова:

| Герб міста: у синьому щиті зображена золота брама з трьома вежами, кожна з яких завершена трьома зубцями і має по одній бійниці. Центральна вежа вища від двох інших. Брама відкрита, без воріт і ґрат. В отворі брами крокує у правий геральдичний бік золотий лев. Великий герб: містить зображення герба, увінчаного срібною міською короною, яка символізує м.Львів як обласний центр. Обабіч щит підтримують два щитотримачі — лев у короні (символ Галицько-Волинської держави) та давньоруський ратник, які мають відображати епоху заснування м.Львова Данилом Галицьким та становлення його як стольного міста. Знизу герб доповнює стрічка у національних синьо-жовтих барвах та загальноукраїнський герб Тризуб як символи Соборності України. |

## Історія
Вперше зображення лева зустрічається на печатці галицько-волинських князів Андрія II та Лева II, котрі називали себе правителями усієї Русі, Галича і Володимира. Припускається, що лев був знаком династії Романовичів, однак з першої половини XIV ст. він однозначно стає територіальним гербом Галицько-Волинської держави, адміністративним центром якої був Львів. На думку Д. Зубрицького, в часи Руського королівства використовували зображення крокуючого лева, в той час як пізніше він був змінений на стоячого.
Найстарша відома міська печатка прикріплена до пергаментної грамоти Львівського магістрату 1359 року. На ній зображено лева, який крокує у відчиненій міській брамі з трьома зубчастими баштами та бійницями. Зображення поєднало символ назви (тотожний з іменем сина засновника, Лева I Даниловича) і старовинну емблему князівства. У 1526 році польський король Сигізмунд II Август формально затвердив цей герб.
Олександр Гваньїні в «Описі Сарматії Європейської» (1585) хибно зазначає, що гербом Львова був коронований чорний лев на золотому полі — герб самого князя Лева, засновника міста.
Після аудієнції львівського архієпископа Соліковського у папи Сікста V у 1586 році, місто отримало право користуватися папським гербом — левом, що стоїть на задніх лапах і тримає в передніх три пагорби та восьмипроменеву зірку. Хоча на міських печатках і надалі використовувався давній міський символ, а на деяких із них поміщалися обидва варіанти.
6 листопада 1789 року імператор Йозеф II затвердив герб Львова, в якому «папський» лев стояв у міській брамі з трьома вежами.
Герб із подібним левом затверджено 26 червня 1936 розпорядженням міністра внутрішніх справ Польщі. У ньому було додано червоно-синю стрічку з девізом «Semper fidelis» (завжди вірний). Цей герб профункціонував до вересня 1939.
Радянський герб затверджений 15 липня 1967 року. У синьому щиті червоні відчинені міські ворота з трьома вежами, в арці стоїть золотий лев, обернений вправо. На центральній вежі воріт — золоті серп і молот. Автори — І. Катрушенко, З. Кецало, Л. Левицький, Е. Мисько, Я. Новаківський.
5 липня 1990 року сесія Львівської міської ради затвердила сучасний герб Львова: у синьому полі золоті кам'яні ворота з трьома вежами, середня з яких вища від бічних, в отворі брами крокує у правий геральдичний бік золотий лев. Також були затверджені великий герб та хоругва (прапор) Львова. Символи розробили за мотивами старого герба А. Ґречило, В. Турецький, І. Турецький та І. Сварник.

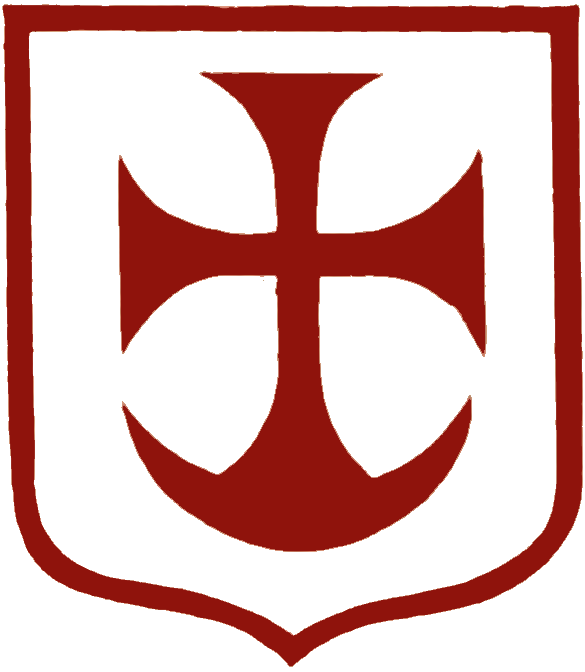
Герб Львова XIV століття (Книга знань про всі королівства)
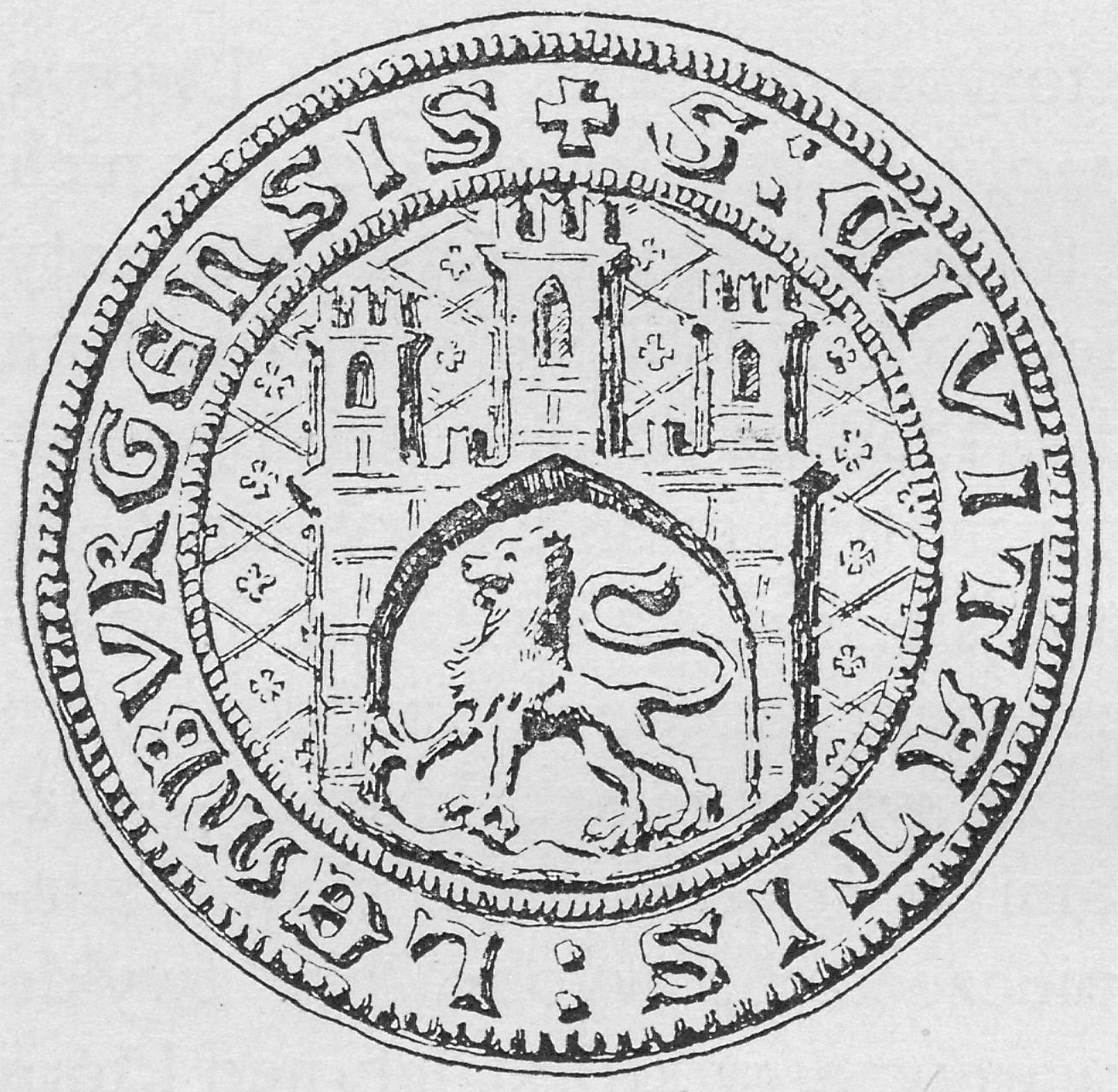
Печатка Львова 1359 року
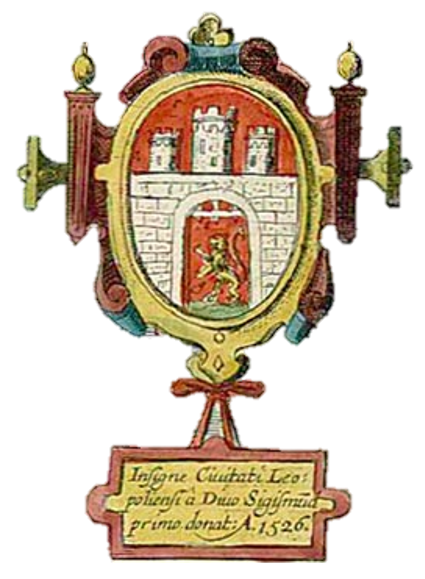
Герб з панорами Гогенберга 1618 року
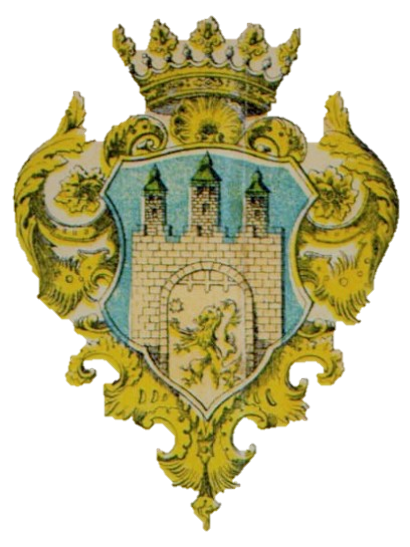
Герб австрійського періоду (1789-1918)
Герб польського періоду (1936-1939)
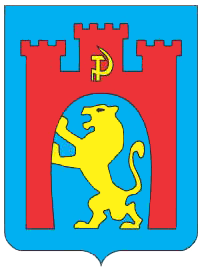
Герб радянського періоду (1967-1990)

## Стандартизація кольору
| Схема   | Насичений блакитний | Жовтий        |
| ------- | ------------------- | ------------- |
| RGB     | 0, 131, 205         | 255, 222, 0   |
| CMYK    | 100, 36, 0, 20      | 0, 13, 100, 0 |
| HEX     | 0083cd              | ffde00        |
| Websafe | 0099cc              | ffcc00        |